# Український братський союз
Український Братський Союз (відомий 1910 — 18 як Руський Народний Союз «новий», а у 1918 — 78 як Український Робітничий Союз), допомогово-асекураційна організація з осідком у Скрентоні (США) з обсягом діяльності в Америці й (з 1930) Канаді. 
Український Братський Союз засновано у жовтні 1910 у Скрентоні (Пенсільванія) членами Руського Народного Союзу, які на конвенції останнього у Клівленді 1910 не погодилися на зміну назви на Греко-Католицький Руський Союз і тримались первісної назви. Згодом решта членів Руського Народного Союзу повернулася теж до первісної назви, і тому скрентонський союз додав собі назву «новий». 1918 Руський Народний Союз «новий» ухвалив назву Український Робітничий Союз, а 1978 на 19 конвенції змінено назву організації на Український Братський Союз.
На 1 конвенції 1910 брали участь 42 делеґати від 34 відділів. У 1920 Український Братський Союз мав 110 відділів з 6 750 членами, а у 1980 — 248 з 22 450 членами; вартість майна — 10 300 000 дол. Як братсько-забезпеченева організація, Український Братський Союз виплачує асекурацію за померлих членів та подає допомогу хворим і безробітним. При Українському Братському Союзі існує стипендійний фонд імені І. Франка, який до 1980 дав студіюючій молоді стипендії на суму 250 000 дол.
Вже від початку Український Братський Союз виявив себе як демократична загально-українська і неконфесійна організація, толерантна до різних релігійних віровизнань. Спершу мав антиклерикальне спрямування і політично орієнтувався на демократичні радикальні групи в Галичині — прихильників ідей М. Драгоманова й І. Франка. Діячі Українського Братського Союзу були ініціаторами Першого Українського Сойму в Америці (1915); Український Братський Союз становив основу проальянтської Федерації Українців у США та заснованої наприкінці 1922 Оборони України. Український Братський Союз відограв вирішальну ролю у відбитті наступу комуністичних елементів на українське життя у США і Канаді, давши плятформу для національно свідомих поступових сил української еміграції. У 1940 Український Братський Союз був співзасновником Укр. Конгресового Комітету Америки, у 1944 — Злученого Укр.-Амер. Допомогового Комітету, а у 1967 — Світового Конгресу Вільних Українців.
При Українському Братському Союзі діють: освітня комісія, видавництво книжок, книгарня, а при відділах хори, танцювальні ансамблі, театральні гуртки, оркестри. Український Братський Союз організував допомогу молодіжній організації в Галичині «Каменярі», Українському Роб. Домові у Львові, «Рідній Школі», підтримував читальні «Просвіти», українську пресу, жертвував потерпілим від голоду, повені, інвалідам тощо.
У 1911 почав з'являтися орган Українського Братського Союзу тижневик «Народна Воля», який у 1922 — 54 виходив двічі або й тричі на тиждень. Газету редагували о. І. Ардан, Я. Чиж, М. Цеглинський, М. Стахів, В. Верган (1971 — 79) й І. Смолій. Крім «Народної Волі», у 1941 — 43 видавався тижневик англійською мовою «Ukrainian Life», а у 1967 — ілюстрований квартальник «Forum». У 1912 — 50 виходили календарі Українського Братського Союзу, видано Ювілейну Книгу Українського Братського Союзу (1960) й альманах «Яка краса відродження країни» (1979), також популярні й освітні книжки.
Український Братський Союз має власний будинок в Скрентоні, де містяться канцелярія і редакція, та культурно-відпочинковий центр — оселю в Ґлен Спей у штайті Нью-Йорк (з 1955), де влаштовуються влітку виховні табори для молоді, а від 1976 — щорічні мистецькі фестивалі з участю різних молодіжних груп а США та Канади.
За час існування Українського Братського Союзу  головами його були: о. І. Ардан (1910), М. Семенюк (1910 — 13), І. Артимович (1913 — 16 і 1922 — 25), О. Заплатинський (1916 — 19), Ю. Кишинівський (1919 — 22 і 1925 — 27), П. Дутчак (1927 — 33 і 1941 — 46), М. Січинський (1933 — 41), А. Батюк (1946 — 73), І. Олексин (з 1973). Ін. діячі: М. Бєля, О. Ленчицький, С. Корпан, Т. Миник, Е. Попіль, Р. Ричок й ін.